# World Games 2025/Parkour
Bei den World Games 2025 in Chengdu wurden vom 12. bis 13. August 4 Wettbewerbe im Parkour ausgetragen. Austragungsort war die Dong’an Lake Sports Park Arena.

## Bilanz

### Medaillenspiegel
| Platz  | Land               | Gold | Silber | Bronze | Gesamt |
| ------ | ------------------ | ---- | ------ | ------ | ------ |
| 1      | Japan              | 1    | 1      | –      | 2      |
| 2      | China              | 1    | –      | –      | 1      |
| 2      | Schweden           | 1    | –      | –      | 1      |
| 2      | Schweiz            | 1    | –      | –      | 1      |
| 5      | Frankreich         | –    | 1      | –      | 1      |
| 5      | Niederlande        | –    | 1      | –      | 1      |
| 5      | Tschechien         | –    | 1      | –      | 1      |
| 8      | Argentinien        | –    | –      | 2      | 2      |
| 9      | Italien            | –    | –      | 1      | 1      |
| 9      | Vereinigte Staaten | –    | –      | 1      | 1      |
| Gesamt | Gesamt             | 4    | 4      | 4      | 12     |

### Medaillengewinner
| Disziplin        | Gold                     | Silber              | Bronze                 |
| ---------------- | ------------------------ | ------------------- | ---------------------- |
| Freestyle Männer | Mutsuhiro Shiohata (JPN) | Eloan Hitz (FRA)    | Shea Rudolph (USA)     |
| Freestyle Frauen | Shang Chunsong (CHN)     | Nene Nagai (JPN)    | Sara Banchoff (ARG)    |
| Speed Männer     | Caryl Cordt-Möller (SUI) | Jaroslav Chum (CZE) | Andrea Consolini (ITA) |
| Speed Frauen     | Miranda Tibbling (SWE)   | Noa Man (NED)       | Sara Banchoff (ARG)    |